# ديفيد بوشنل (أستاذ جامعي)
ديفيد بوشنل (بالإنجليزية: David Bushnell)‏ هو أستاذ جامعي ومؤرخ أمريكي، ولد في 14 مايو 1923 في فيلادلفيا في الولايات المتحدة، وتوفي في 3 سبتمبر 2010 في غينزفيل في الولايات المتحدة.